# Спецназ «К.Е.Т.» 2
Спецназ «К.Е.Т.» 2 (англ. C.A.T. Squad: Python Wolf) — американський телевізійний бойовик 1988 року.

## Сюжет
Літак ВПС США збитий над Південною Африкою невідомою лазерною зброєю. Гине торговець краденими військово-промисловими секретами. Спецназ «К.Е.Т» отримує дані, що ці події зв'язані і ведуть до південноафриканської терористичної праворадикальної організації. Наступна мета правих радикалів — плутоній, необхідний для виробництва ядерної зброї. Спецназ «К.Е.Т.» повинен не допустити, щоб плутоній потрапив до рук божевільних, готових виготовити атомну бомбу. Спецназівцям потрібно знищити схований терористами в джунглях ядерний реактор.

## У ролях
| Актор                 | Роль             |
| --------------------- | ---------------- |
| Джозеф Кортезе        | «Док» Беркхолдер |
| Джек Янгблад          | Джон Соммерс     |
| Стів Джеймс           | Бад Рейнс        |
| Дебора Ван Валкенберг | Ніккі Паппас     |
| Мігель Феррер         | Пол Кілі         |
| Алан Скарф            |                  |
| Брайан Ділейт         |                  |
| Майкл Флетчер         |                  |
| Вільям Муні           |                  |
| Алан Коутс            |                  |
| Крістофер Луміс       |                  |
| Ніл Гант              |                  |
| Тед Діллон            |                  |
| Пітер Нептун          |                  |
| Вільям Белл Салліван  |                  |
| Кріс Вокер            |                  |
| Расселл Вонг          |                  |
| Джеймс Саіто          |                  |
| Власта Врана          |                  |
| Девід О'Браєн         |                  |
| Рон Фрезіер           |                  |
| Рон Параді            |                  |
| Джордж Серемба        |                  |
| Абдулаі Нгом          |                  |
| Сет Сібанда           |                  |
| Брюс А. Янг           |                  |